# クィア獅子賞
クィア獅子賞（Queer Lion）は、ヴェネツィア国際映画祭で上映された作品のうち、LGBTやクィアカルチャーを扱っている映画の中から最高の作品に与えられる賞である。クィア・ライオン賞とも呼ばれる。2007年に創設された。

## 概要
LGBTやクィアをテーマにした、あるいはそのような登場人物が出てくる、ヴェネツィア国際映画祭に出品されたすべての映画が対象となる。コンペティション部門だけでなく国際批評家部門などの出品作も含まれる。
審査員はジャーナリスト、映画監督、批評家、LGBTに深い知識を有する専門家などによって構成される。
2009年には、コリン・ファースが同性愛者の大学教授を演じた『シングルマン』がクィア獅子賞に加え男優賞も受賞し、話題となった。

## 受賞作
| 開催年 | 題名（下段は原題）                                              | 監督                                     | 製作国                           |
| ------ | --------------------------------------------------------------- | ---------------------------------------- | -------------------------------- |
| 2007年 | The Speed of Life                                               | エドワード・ラッドキ                     | アメリカ合衆国                   |
| 2008年 | Un altro pianeta                                                | ステファノ・トゥモリーニ                 | イタリア                         |
| 2009年 | シングルマン A Single Man                                       | トム・フォード                           | アメリカ合衆国                   |
| 2010年 | En el futuro                                                    | マウロ・アンドリッツィ                   | アルゼンチン                     |
| 2011年 | ワイルド・サロメ Wilde Salome                                   | アル・パチーノ                           | アメリカ合衆国                   |
| 2012年 | ウエイト 呪われし存在の重さ 무게                                | チョン・ギュファン                       | 韓国                             |
| 2013年 | あなたを抱きしめる日まで Philomena                              | スティーヴン・フリアーズ                 | イギリス アメリカ合衆国 フランス |
| 2014年 | Les nuits d'été                                                 | マリオ・ファンファーニ                   | フランス                         |
| 2015年 | リリーのすべて The Danish Girl                                  | トム・フーパー                           | フランス アメリカ合衆国 ドイツ   |
| 2016年 | ハートストーン Hjartasteinn                                     | グズムンドゥル・アルナル・グズムンドソン | アイスランド デンマーク          |
| 2017年 | マーヴィン、あるいは素晴らしい教育 Marvin ou la belle éducation | アンヌ・フォンテーヌ                     | フランス                         |
| 2018年 | José                                                            | チェン・リー                             | グアテマラ アメリカ合衆国        |
| 2019年 | El príncipe                                                     | セバスティアン・ムニョス                 | チリ                             |
| 2020年 | ワールド・トゥ・カム 彼女たちの夜明け The World to Come         | モナ・ファストヴォルド                   | アメリカ合衆国                   |
| 2021年 | La dernière seance                                              | ジャンルカ・マタレーゼ                   | イタリア フランス                |
| 2022年 | Skin Deep                                                       | アレックス・シャード                     | ドイツ                           |